# Тупа
Тупа (слч. Tupá) насељено је мјесто са административним статусом сеоске општине (слч. obec) у округу Љевице, у Њитранском крају, Словачка Република.

## Становништво
| Година:    | 1994. | 2004.   | 2014.   | 2024.   |
| ---------- | ----- | ------- | ------- | ------- |
| Број људи: | 643   | 620     | 599     | 554     |
| Разлика:   |       | -3,57 % | -3,38 % | -7,51 % |

| Година:    | 2023. | 2024.   |
| ---------- | ----- | ------- |
| Број људи: | 565   | 554     |
| Разлика:   |       | -1,94 % |

Према подацима о броју становника из 2011. године насеље је имало 590 становника.